# Азартна гра (фільм)
Азартна гра (англ. Blue Chips) — американський фільм 1994 року.

## Сюжет
Піт Белл тренер баскетбольної команди університету Лос-Анджелеса. Останнім часом команда терпить невдачі і програє матчі. Найбільш талановитих баскетболістів переманюють до інших університетів за всілякі матеріальні блага. Це суперечить правилам студентського баскетболу, але приносить результати. Піт Белл відмовлявся порушувати правила і купувати гравців. Але втомившись від поразок починає особисто їздить по країні в пошуках талановитих гравців.

## У ролях
| Актор                   | Роль          |
| ----------------------- | ------------- |
| Нік Нолті               | Піт Белл      |
| Мері Макдоннелл         | Дженні Белл   |
| Дж.Т. Волш              | Геппі         |
| Ед О'Нілл               | Ед            |
| Елфрі Вудард            | Лавада Макрей |
| Боб Кузі                | Вік           |
| Шакіл О'Ніл             | Неон          |
| Анферні «Пенні» Гардвей | Бутч Макрей   |
| Метт Новер              | Рікі Роу      |
| Сілк Козарт             | Слік          |
| Ентоні С. Голл          | Тоні          |
| Кевін Бентон            | Джек          |
| Білл Кросс              | Фредді        |
| Маркус Джонсон          | Мел           |
| Роберт Вул              | Марті         |